# 北海道稚内高等学校
北海道稚内高等学校（ほっかいどうわっかないこうとうがっこう、Hokkaido Wakkanai High School）は、北海道稚内市にある公立（道立）の高等学校。略称「稚高（ちこう）」。

## 概要
稚内市唯一の公立高等学校である。
定時制課程がある日本最北の高等学校である。北海道礼文高等学校（元・北海道稚内高等学校礼文分校）が開校（独立）するまでは、全日制課程の高等学校も含めた日本最北の高等学校であった。
北海道有朋高等学校の協力校である。
看護科の女子を対象とした寄宿舎（学生寮）「清風寮」を設置している。
同じ稚内市内にある私立高校（稚内大谷高校）が定員を充足する一方で、2008年（平成20年）以降は衛生看護科を除き、定員割れが続いている。

## 沿革

### 北海道立稚内高等学校
- 1923年（大正12年）4月 - 北海道庁立稚内中学校として開校。
- 1948年（昭和23年）
  - 4月 - 学制改革により高等学校となり、北海道立稚内高等学校となる。
  - 10月 - 定時制課程を開設（普通科、水産科）。

### 北海道立稚内女子高等学校
- 1923年（大正12年）4月 - 北海道稚内町立稚内実科高等女学校として開校。
- 1938年（昭和13年）7月 - 道庁に移管され、北海道庁立稚内高等女学校と校名を変更する。
- 1944年（昭和19年）10月 - 附属看護婦養成所を開設。
- 1945年（昭和20年）12月 - 附属看護婦養成所を廃止。
- 1948年（昭和23年）4月 - 学制改革により高等学校となり、北海道立稚内女子高等学校となる。

### 北海道稚内高等学校
- 1950年（昭和25年）
  - 4月 - 北海道立稚内高等学校と北海道立稚内女子高等学校が合併。男女共学制の北海道稚内高等学校となる。
  - 中頓別・豊富・浜頓別にそれぞれ定時制課程の分校を設置。
- 1951年（昭和26年） - 中頓別・豊富・浜頓別の分校がそれぞれ北海道中頓別高等学校（後の北海道中頓別農業高等学校、2008年（平成20年）廃校）・北海道豊富高等学校・北海道浜頓別高等学校として独立。
- 1953年（昭和28年）8月 - 商業科を分離（後の北海道稚内商工高等学校）。
- 1962年（昭和37年）11月 - 新校舎完成（旧校舎）。
- 1966年（昭和41年）3月 - 衛生看護科を設置。
- 1978年（昭和53年） - 礼文分校を設置。
- 1980年（昭和55年） - 礼文分校が北海道礼文高等学校として独立。
- 1993年（平成5年）4月 - 看護専攻科を設置。
- 1994年（平成6年）12月 - 現校舎が竣工。
- 2002年（平成14年）4月 - 衛生看護科5年一貫教育を開始。
- 2008年（平成20年）3月 - 全日制普通科が開校以来初めての定員割れとなる（これ以降、2019年（令和元年）度まで一度も定員に達していない）。
- 2011年（平成23年）4月 - 北海道稚内商工高等学校を統合する。商業科の生徒募集を開始。新たな学校教育目標を制定。
- 2012年（平成24年）3月 - 商業棟竣工[1]。
- 2015年（平成27年）4月 - 普通科4学級→3学級へ（定員割れが50人以上に達したため）。
- 2017年（平成29年） - 2019年（令和元年）度より、普通科・商業科への単位制の導入が決定[2]。2017年度より、衛生看護科も普通科・商業科・専攻科看護科と同様に3月1日に卒業式を行うこととなった。

## 出身者
- 小野徹（礼文町長）
- 佐々木利和（文化人類学者）
- 石川敬史 (歴史学者)
- 本間吏成（北海道放送アナウンサー）
- 森みつえ（女優）
- 大竹仁（元プロ野球選手）

## 出来事

### パワーハラスメントによる教諭の自殺
2013年（平成25年）度から同校の定時制課程で勤務していた当時34歳の男性の英語教諭は、2015年（平成27年）度から先輩の男性教諭が担任を務める学級の副担任となっていたが、担任教諭から生徒の指導方法などについて繰り返し叱責を受け、同年6月にうつ病と診断され、7月にはこの先輩教諭からさらに注意を受けた後に自殺。自殺した教諭の遺族は、先輩教諭によるパワーハラスメントなどによって精神的に追い詰められたことが自殺の原因として、北海道教育委員会を相手取って仙台地方裁判所に訴訟を提起。2020年（令和2年）7月1日に同地裁は、先輩教諭による執拗な注意によってうつ病になっていたにもかかわらず、学校側が配慮義務を怠ったとして、道に対し約2,530万円の支払いを命じる判決を言い渡した。

## 交通案内
- JR宗谷本線 南稚内駅から徒歩で約20分。
- 宗谷バス（富岡線）「栄2丁目」バス停から徒歩で約5分。
- 宗谷バス（稚内市内線）「潮見1丁目」バス停から徒歩で約10分。

## 参考資料
1. ↑  http://www.chikou.wakhok.ac.jp/school_info/history/
2. ↑  http://www.dokyoi.pref.hokkaido.lg.jp/hk/akd/haichikeikaku30-32.pdf
3. ↑  教諭自殺で「安全配慮義務怠った」　北海道に2530万円の賠償命令　仙台地裁 毎日新聞 2020年7月1日